# Grzybowo (powiat kętrzyński)
Grzybowo (niem. Spiegels-Korschen) – osada w Polsce położona w województwie warmińsko-mazurskim, w powiecie kętrzyńskim, w gminie Reszel.
W latach 1975–1998 miejscowość administracyjnie należała do województwa olsztyńskiego.